# Stara Ivanivka, Ohtîrka
Stara Ivanivka (în ucraineană Стара Іванівка) este localitatea de reședință a comunei Stara Ivanivka din raionul Ohtîrka, regiunea Sumî, Ucraina.

## Demografie
Componența lingvistică a localității Stara Ivanivka
     Ucraineană (94,94%)
     Rusă (4,81%)
Conform recensământului din 2001, majoritatea populației localității Stara Ivanivka era vorbitoare de ucraineană (94,94%), existând în minoritate și vorbitori de rusă (4,81%).